# Auguste Muri
Pour les articles homonymes, voir Muri.
Auguste Muri, né le 16 novembre 1854 à Paris et mort le 26 décembre 1908 à Donzy, est un peintre paysagiste français.

## Biographie
Il est invité à un mariage dans la région de Donzy : il y rencontre sa future femme et s'installe à Donzy. Il peindra beaucoup de paysages de la région dont notamment la vallée du Nohain.